# St. Radegund
St. Radegund é um município da Áustria localizado no distrito de Braunau, no estado de Alta Áustria.